# Mistrzostwa Polski w Łyżwiarstwie Szybkim na Dystansach 2004
18. Mistrzostwa Polski w Łyżwiarstwie Szybkim na Dystansach 2004 odbyły się w dniach 19-21 grudnia 2003 roku na torze Pilica w Tomaszowie Mazowieckim.
Na dystansie 500 metrów rozgrywane są dwa biegi i suma czasów z obu biegów decyduje o kolejności zawodników.

## Kobiety
| Konkurencja: | 1. miejsce                             | Rezultat | 2. miejsce                               | Rezultat | 3. miejsce                               | Rezultat |
| 500 m        | Alicja Trzebunia WTŁ Stegny Warszawa   | 88,67    | Luiza Złotkowska MKS MOS Pruszków        | 88,69    | Karolina Ksyt Pilica Tomaszów Mazowiecki | 89,10    |
| 1000 m       | Katarzyna Wójcicka-Trzebunia bez klubu | 1:28,14  | Luiza Złotkowska MKS MOS Pruszków        | 1:30,93  | Karolina Ksyt Pilica Tomaszów Mazowiecki | 1:33,02  |
| 1500 m       | Katarzyna Wójcicka-Trzebunia bez klubu | 2:12,59  | Karolina Ksyt Pilica Tomaszów Mazowiecki | 2:17,01  | Halina Mroczkowska WTŁ Stegny Warszawa   | 2:19,77  |
| 3000 m       | Katarzyna Wójcicka-Trzebunia bez klubu | 4:46,00  | Karolina Ksyt Pilica Tomaszów Mazowiecki | 4:52,98  | Luiza Złotkowska MKS MOS Pruszków        | 4:54,37  |
| 5000 m       | Katarzyna Wójcicka-Trzebunia bez klubu | 8:32,98  | Halina Mroczkowska WTŁ Stegny Warszawa   | 8:42,98  | Luiza Złotkowska MKS MOS Pruszków        | 8:48,26  |

## Mężczyźni
| Konkurencja: | 1. miejsce                              | Rezultat | 2. miejsce                               | Rezultat | 3. miejsce                                     | Rezultat |
| 500 m'       | Maciej Ustynowicz Marymont Warszawa     | 74,91    | Rafał Gąsior AZS Zakopane                | 75,23    | Artur Waś Marymont Warszawa                    | 77,35    |
| 1000 m       | Rafał Gąsior AZS Zakopane               | 1:17,62  | Maciej Ustynowicz Marymont Warszawa      | 1:19,18  | Konrad Niedźwiedzki AZS Zakopane               | 1:19,71  |
| 1500 m       | Paweł Zygmunt Erbet Nowy Sącz - Krynica | 1:57,48  | Konrad Niedźwiedzki AZS Zakopane         | 1:57,98  | Arkadiusz Skoneczny Pilica Tomaszów Mazowiecki | 2:01,86  |
| 5000 m       | Paweł Zygmunt Erbet Nowy Sącz - Krynica | 6:58,54  | Witold Mazur Zryw Sanok                  | 7:05,82  | Jaromir Radke Pilica Tomaszów Mazowiecki       | 7:16,56  |
| 10 000 m     | Paweł Zygmunt Erbet Nowy Sącz - Krynica | 15:16,39 | Jaromir Radke Pilica Tomaszów Mazowiecki | 15:31,55 | Mateusz Puszkarski Marymont Warszawa           | 16:09,74 |